# Oobius agrili
Oobius agrili är en stekelart som beskrevs av Zhang och Huang 2005. Oobius agrili ingår i släktet Oobius och familjen sköldlussteklar. Inga underarter finns listade i Catalogue of Life.